# Rudolf Kjellén
Johan Rudolf Kjellén (født 13. juni 1864 på Torsö, død 14. november 1922 i Uppsala ved et hjertetilfælde) var en svensk statsvidenskabsmand og politiker (högern).
Han var svensk rigsdagsmedlem 1905-1908 i andetkammeret og 1911-1917 i førstekammeret, professor ved Göteborgs högskola i geografi og statskundskab i 1901 samt professor skytteanus vid Uppsala Universitet 1916. Han er forfatter til mange værker om statsvidenskab, geopolitik, geografi og historie. Han var gift med Isabella Lind og onkel til Alf Kjellén.

## Biografi
Rudolf Kjellén var fra Västergötland og mest kendt som professor i statskundskab. Født på Torsö i det nuværende Mariestad kommune 1864, søn af præsten Anders Kjellén. Kjellén blev student ved katedralskolan i Skara og blev førsteårsstuderende ved Uppsala universitet i 1880. Allerede i 1890 afsluttede han en afhandling i statskundskab og blev i 1891 forfremmet til fil.dr. Samme år blev han lærer i statskundskab og 1893 desuden i geografi ved Göteborgs högskola, samt udnævnt i 1901 til professor i statskundskab og statistik sammesteds. Han var flittig som forelæser ved arbejderinstitutet i det sydvestlige Sverige og fremstod fra 1895 regelmæssigt i den konservative pressen, især som skribent i Göteborgs Aftonblad.
Kjellén blev valgt ved et suppleringsvalg i juni 1905 til medlem af "Andra kammaren" for Göteborg stad og genvalgtes i september samme år samt deltog i riksdagene i 1906-1908. I 1910 blev han indvalgt for det sydlige Kalmar län i "Första kammaren". Som politiker fremtrådte Kjellén i skrift og tale som fremmeste talsmand for et reformstræbende højreparti, ("unghögern") og som en entusiastisk forsvarer af Sveriges rettigheder i de unionelle tvister med Norge (han modsatte sig unionsopløsningen 1905). Han skal have været højt skattet som taler.
Kjellén kaldtes i februar 1916 til overtagelse af den såkaldte skytteanske professorstilling i veltalenhed og statskundskab ved Uppsala universitet (opkaldt efter Johan Skytte). Som medlem af førstekammeret 1911-1917 tog Kjellén først og fremmest en livlig del i kampen for forsvarets styrkelse, derved ofte betonende sin overbevisning om den hastigt nærmede fare for en stormagtskrig; han deltog i omfattende udredninger med hensyn til spørgsmålene om stemmepligt og embedsmændenes retsstilling, og det var på hans forslag, at man organiserede interpellationsinstitutet i førstekammeret, der handlede om riksdagsmedlemmernes mulighed for at stille spørgsmål til ministrene. Årene 1912-1916 var han medlem af konstitutionsutskottet (grundlovsudvalget) og 1916-1917 af hemmelige udvalg. I sin videnskabelige forskning og spekulation koncentrerede Kjellén sig stadig mere på den gren af statskundskaben, som han gav navnet geopolitik. I sin udformning af statsbegrebet kom Kjellén derved til helt at bryde med den liberale og juridiske stats- og retsopfattelse.
Kjellén blev 1899 medlem af Vetenskaps- och vitterhetssamhället i Göteborg og 1912 af The American academy of political and social science og udnævntes i 1918 til æresdoktor ved universitetet i Rostock. Gennem den nyorientering, som Kjellén gennemførte inden for statslæren og dermed inden for statskundskabens praktiske interessesfære, løftede han det statsvidenskabelige studium i Sverige op på et højere og bredere plan; gennem sin idérigdom, originalitet og evne til konkret, kunstnerlig formgivning indtog han en unik plads blandt samtidens statsvidenskabelige lærere og forfattere.
Allerede i sin levetid var Kjellén omstridt. Axel Brusewitz, der efterfulgte Rudolf Kjellén som professor skytteanus i statskundskab og veltalenhed i 1923, betegnede sin forgænger i embedet som "ingenting mindre än ett hot mot statskunskapen som vetenskap". Statskundskabsprofessoren Gunnar Heckscher, siden leder for Högerpartiet, refererer senere til Kjelléns "romantiska fantasier och yviga spekulationer". Kjellén var selv partipolitisk set højremand, men af åbenbare årsager ikke velset af andre, mere moderate konservative ideologer. En af grundene til dette var, at han forsøgte at forene konservatismen med en antimarxistisk form for socialisme, med nationalismen som bindeled, nærmest i tysk katedersocialistisk efterligning.
Kjellén ligger begravet på den gamle kirkegård i Uppsala.

### Kjelléns indflydelse
Større anseelse skal han have fået hos en socialdemokratisk tænker. Jan Myrdal har i bogen En annan ordning – litterärt och personligt (1988) talt om "geopolitikern och nationaldemokraten Kjelléns postuma vetenskapliga triumf", i sammenhæng med hans fars, Gunnar Myrdals, værk Asian Drama: An Inquiry into the Poverty of Nations (1968). Jan Myrdal hævder, at Kjellén der har haft større indflydelse på hans far end Marx eller Keynes nogen sinde fik.
Den videnskabelige disciplin 'geopolitik', med tanken om staten som en levende organisme og dermed med behov for "livsrum", blev grundlagt af Kjellén. Kjellén tænkte sig for eksempel østre Europa som en "kritisk" zone, hvor kampen mellem staterne skulle stå. Samtidigt betragtede han krigen per se som karakterdannende. Disse idéer fik senere stor indflydelse i Tyskland.
Kjellén anses af visse endda at have påvirket den svenske statsminister Per Albin Hansson og statsrådet Ernst Wigforss i tanken på "folkhemmet". P.A. Hansson betonede dog, at det socialdemokratiske velfærdsstat – i modsætning til Kjelléns – skulle bygges på "demokratins fasta grund" (tale 1921).
Påvirket af det fremvoksende socialdemokrati forsøgte Kjellén at formulere en egen anskuelse, som kombinerede konservatismen og nationalismen med sociale reformer. Kjellén formulerede det på følgende måde i essayet Den konservativa åskådningen i svensk politik 1906:
| “ | Våra motståndare pläga identifiera all svensk konservatism med denna gammalhöger. Detta är en god stridsfint, men det är föga sanning. Ty det fördöljer det faktum som torde få betecknas som en av de märkligaste företeelserna inom de senaste åres svenska politik, nämligen att här framträdt en politisk riktning, som utan att förneka sitt ursprung ur eller släppa sin kontakt med den gamla konservatismen bekänner sig som ett rent reformparti med ej mindre progressiva tendenser än någonsin liberalismen. Det är denna riktning som jag benämnt 'unghögern', och det är dess talan som jag här i främsta rummet vill försöka föra... | ” |

Kjellén fortsatte i samme essay med at beskrive den afgørende forskel mellem konservatismen og liberalismen:
| “ | Mot liberalismens kosmopolitiska personlighet ställa vi den nationella personlighetens. Konservatismen framstår här som 'nationalism'. | ” |

Kjellén ville i sin politiske gerning virke for et nationalt fællesskab uden en opdeling af medborgerne i økonomiske klasser eller grupper. Nogen lighed i ordets egentlige, liberale, mening ville han dog ikke se. Lige som mange andre højrepolitikere i samtiden var han bange for, at indførelsen af almen stemmeret og de socialistiske partiers fremgang ville føre til "klassediktatur". Kjellén forsøgte med et samfundsbevarende mål at finde veje at forene arbejdernes politiske interesser med overklassens. Til dette hørte også tanker om politikens form; Kjellén havde et dubiøst forhold til demokratiet. I en af hans bøger findes spekulationer omkring en statsform med klare korporative træk, hvor den tidligere dominerende bondeklasse ville kunne opveje den politiske indflydelse fra den voksende arbejderklasse. I den ovennævnte Den konservativa åskådningen i svensk politik bøjede Kjellén sig visselig for kravet om almen og lige stemmeret for mænd, uden beskyttelse for nogen klasser eller grupper. Dette har dog vanskeligheder at pares med hans øvrige samfundstanker, blandt andet nationalismen og den stærkt udtalte antiliberalisme. I forbindelse med borggårdskrisen i 1914 propaganderede han for den personlige kongemagt, og i en avisartikel i Nya Dagligt Allehanda fra 1916 udgrænsede Kjellén så det parlamentariske demokrati fra sit politiske system med ordene:
| “ | Parlamentarismen hör icke med bland 1914 års idéer... | ” |

Kjellén så 1. verdenskrig som en konflikt mellem, hvad han kaldte, 1789 års idéer og hans egne, 1914 års idéer, det vil sige yderst om en konflikt mellem demokrati respektive liberalisme og hans egne udtalt konservative og nationalistiske ideal. Følgelig ivrede Kjellén også for en svensk tilslutning ved Tysklands side i krigen.
Efter verdenskrigen og det autokratiske tyske kejserdømmes fald slog Kjelléns antidemokratiske tanker ud i fuldt flor. I en forelæsningsserie under rubrikken "Statsformernas system", i Uppsala i efteråret 1921, förutspådde han demokratiets snare sammenbrud – i stedet skulle den såkaldte folkehøvding træde frem fra folkets brede led og et nyt samfund skabes:
| “ | ...när de gamla konungarna är bortvräkte och döde, då finns till den gamla monarkien ingen återvändo. Den herre som skall krossa partierna och samtidigt fylla folkets behov av en ledare så att det villigt tjänar måste vara av annat slag. [...] Vad frihetens och jämlikhetens missbruk kräver är folkhövdingen, som garanterar ordning och rättvisa. Hans framträdande skall bäras av en undermedveten folkvilja, om också den medvetna regerar. Men hans välde, om det skall bli något annat än ögonblickets konjunktur, diktatur, måste bygga omedelbart på på folket. Detta vill ha en herre, men det vill ha kvar illusionen om sig själv som principal. På denna motsägelse vilar den nya statsformen. | ” |

## Forfatteren Rudolf Kjellén
Kjellén udgav såvel videnskabelige som politiske skrifter og skønlitterære værker. Hans fremmeste værk anses at være Stormakterna, et for sin idérigdom og originalitet berømt arbejde, som udkom i 1905 og en anden, fuldstændigt omarbejdet og betydeligt udvidet udgave, udkom i fire dele i 1911-1913. Den blev også udgivet i en til håndbog forkortet udgave med titlen Samtidens stormakter (1914), denna senere også udgivet på tysk (tolvte udgave 1916) og russisk. I Staten som livsform (1916) og Grundriss zu einem System der Politik (1920) fremlægger Kjellén sin nye statslære. I håndbøgerne Sverige (1917) og Stormakterna och världskrisen (1920) anskueliggøres hans nye system praktiskt.
I Stockholms Dagblad skildrede han sine indtryk fra en 1909 foretaget rejse til Kina og Japan. Han var en flittig medarbejder ved aviser (Göteborgs Aftonblad, Nya Dagligt Allehanda med flere) og tidskrifter (Statsvetenskaplig tidskrift, Det nya Sverige med flere). Et stort antal avisartikler og tidskriftsartikler samt en del andre mindre studier er samlede i Politiska essayer (I-III, 1914-15) og Världspolitiken 1911-1919 (1920).

## Biografi
- Kjellén, Johan Rudolf i Svensk Biografiskt Handlexikon I, s. 584; 1906
- Andrén, Georg: "Rudolf Kjellén. Några Ord till Tioårsminnet av hans Död"; Svensk Tidsskrift, Tjugoandra årgången (1932), s. 377-394

## Forfatterskab

### Videnskabelige skrifter
- Rudolf Kjellén: Studier rörande ministeransvarigheten (1890, akademisk afhandling)
- Rudolf Kjellén: Om Eriksgatan (1889)
- Rudolf Kjellén: "Den nationella karakteren i 1809 års grundlagstiftning", i Historisk tidskrift (1893)
- Rudolf Kjellén: "Samuel Åkerhielm d.y. och de ryska stämplingarna i Sverige 1746-1749", i Historisk tidskrift (1894)
- Rudolf Kjellén: Riksrättsinstitutets utveckling i Sveriges historia, (1895)
- Rudolf Kjellén: "Greelyexpeditionen vid Kap Sabine. En tragedi från höga norden" i Ord och Bild 1895, s. 413-425
- Rudolf Kjellén: "Hvem har stiftat Sveriges regeringsform?", i Historisk tidskrift (1896)
- Rudolf Kjellén: "Om den svenska grundlagens anda", i Göteborgs högskolas årsskrift (1897)
- Rudolf Kjellén: "Stat och samhälle i det gamla Vestergötland", i Vestergötlands fornminnesförenings tidskrift (1897)
- Rudolf Kjellén: Inledning till Sveriges geografi (1900)
- Rudolf Kjellén: Japans ancien régime, i Statsvetenskaplig tidskrift (1906ff).
- Rudolf Kjellén: Justitieombudsmannen och författningen (1911)
- Rudolf Kjellén: Rösträttsfrågan 1866-1909 (1915)
- Rudolf Kjellén: "Försök till ett statsformernas naturliga system", i Festskrift till Pontus Fahlbeck (1915)
- Rudolf Kjellén: "Den endogena geografiens system"; i Göteborgs högskolas årsskrift (1915)

### Politiske skrifter
- Rudolf Kjellén: "Underjordiska Inflytelser på Jordytan. – om nivåförändringar, jordbäfningar och vulkaniska företeelser"; Föreningen Heimdals folkskrifter nr. 10 (Uppsala 1893)
- Rudolf Kjellén: Unionen sådan den skapades och sådan den blifvit (1893-94)
- Rudolf Kjellén: Rätt och sanning i flaggfrågan (2 uppl. 1899)
- Rudolf Kjellén: "Döda bokstäfver i Sveriges gällande Regeringsform" Arkiveret 12. januar 2022 hos  Wayback Machine i Statsvetenskaplig Tidskrift 5:e ,årg. 1902. Maj. N:o 2.; s. 101-122
- Rudolf Kjellén: Stormakterna. Konturer kring samtidens storpolitik (1905; 2:a omarbetad upplaga, del I-IV, 1911-13)
- Rudolf Kjellén: Nationell samling. Politiska och etiska fragment (1906)
- Rudolf Kjellén: Ett program. Nationella samlingslinjer (1908 m.fl.)
- Rudolf Kjellén: Samtidens stormakter (1914)
- Rudolf Kjellén: Politiska essayer (I-III, 1914-15)
- Rudolf Kjellén: Die idén von 1914 (1915)
- Rudolf Kjellén: Världskrigets politiska problem (1915)
- Otto Järte, Yngve Larsson, Adrian Molin och Rudolf Kjellén: Sveriges utrikespolitik i världskrigets belysning (Nordiska Bokhandeln, Stockholm 1915)
- Rudolf Kjellén: Staten som livsform (1916)
- Rudolf Kjellén: Sverige (1917)
- Rudolf Kjellén: Grundriss zu einem system der politik (1920)
- Rudolf Kjellén: Stormakterna och världskrisen (1920)
- Rudolf Kjellén: Världspolitiken 1911-1919 (1920)
- Rudolf Kjellén: Dreibund und Dreiverband (1921)

### Skønlitterære værker
- Rudolf Kjellén: Sångarfärden till Paris (1900, 1901)
- Rudolf Kjellén: Sångare- och turistfärder (1908)
- Rudolf Kjellén: Den stora orienten. Resestudier i Österväg (1911)

### Anmeldelser
- Rudolf Kjellén: "Om maritim anpassning" (anmeldelse af: H. H. von Schwerin: Om kustfolkos olika sjöduglighet, Lunds Univ. Årsskrift 1900.; i Ymer 1901, s. 417-426)